# کورس آموزگار
کورُس آموزگار (زادهٔ ۲۵ خرداد ۱۳۰۶ (۱۶ ژوئن ۱۹۲۷) در تهران) یکی از وزرای ایرانی در دوران پهلوی بود.
او تحصیلات خود در آمریکا ادامه داد و توانست مدرک مهندسی دریافت کند.
او در سال ۱۳۴۸ به وزارت آبادانی و مسکن رسید و ۴ سال این شغل را بر عهده‌داشت.